# Starship (космический корабль)
Starship (произносится «Старшип») — разрабатываемый компанией SpaceX многоразовый космический корабль и вторая ступень сверхтяжёлой ракеты-носителя Starship. Используется в сочетании с первой ступенью Super Heavy только для взлёта с Земли. Корабль предназначен для транспортировки грузов и экипажа в различные точки назначения, включая низкую околоземную орбиту, Луну, Марс и, возможно, за их пределы.
20 апреля 2023 года состоялся первый совместный запуск Starship и Super Heavy, окончившийся неудачей. Первый успешный суборбитальный полёт состоялся 14 марта 2024 года. Орбитальные запуски и запуски с полезной нагрузкой планируются не ранее 2025 года.

## Конструкция
Корабль имеет длину 50 м, диаметр 9 м и состоит из четырёх основных отсеков: двигательный отсек, оснащённый 3 атмосферными и 3 вакуумными двигателями Raptor, кислородный бак, метановый бак и отсек с полезной нагрузкой. Топливо, предназначенное для посадки, хранится в малых изолированных баках, расположенных в носовой части корабля.

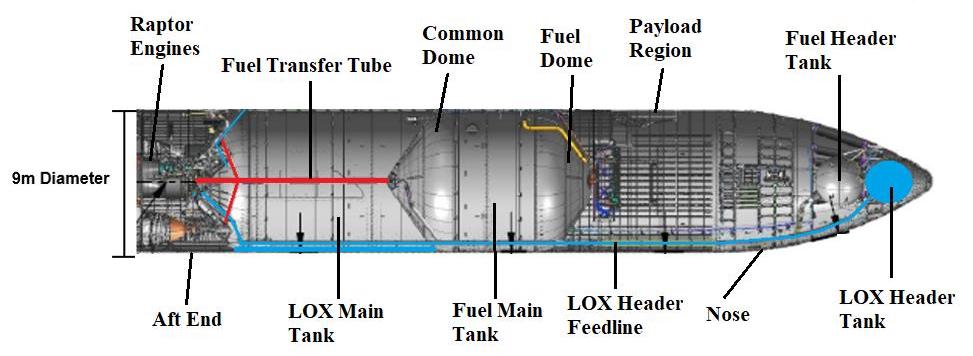
Схематическое изображение внутренней структуры корабля

На корабль установлено четыре подвижных закрылка (два передних и два задних), необходимых для управления ориентацией во время полёта и рассеивания энергии при входе в атмосферу. Под передними закрылками расположены жесткие точки для подъёма и удержания корабля при помощи механических манипуляторов «Chopsticks».
Теплозащитный экран корабля состоит из нескольких тысяч шестиугольных плиток, сделанных из диоксида кремния. Плитки выдерживают температуру в 1400 °C и предназначены для многоразового использования без технического обслуживания между полётами. Их шестиугольная форма облегчает массовое производство и предотвращает нанесение горячей плазмой серьёзных повреждений транспортному средству.

## Варианты
29 сентября 2017 года на презентации ранней версии ракеты Starship (тогда она ещё называлась «Big Falcon Rocket») основатель SpaceX Илон Маск заявил о планах заменить ею все существующие аппараты компании (ракеты Falcon 9 и Falcon Heavy и корабли Dragon и Dragon 2). Таким образом, для обеспечения многофункциональности корабля его внутреннее устройство должно меняться в зависимости от назначения.
На 2023 год в активной разработке находятся как минимум четыре модификации: спутниковая версия, пилотируемый космический корабль, лунный посадочный модуль HLS, разрабатываемый по заказу НАСА, а также топливный танкер, необходимый для дозаправки кораблей, отправляющихся за пределы земной орбиты.

### Спутниковая версия
По мнению Маска одним из решений проблемы финансирования будущей колонии на Марсе будет разработка и эксплуатация спутниковой версии корабля, которую можно будет использовать в коммерческих целях. Отсек для полезной нагрузки высотой 17 м, диаметром 8 м и внутренним объёмом в 1000 м3 больше любого головного обтекателя всех действующих или планируемых ракет-носителей.
Для запуска спутников Starship будет оснащен большим грузовым люком, который будет открываться для выпуска полезной нагрузки и закрываться при входе в атмосферу вместо более обычного сбрасываемого носового обтекателя. Полезные нагрузки встраиваются в обтекатель Starship вертикально в чистых помещениях класса ISO 8. Затем интегрированный пакет полезной нагрузки переносится на стартовую площадку и поднимается на ракету, при этом вертикальная ориентация поддерживается на протяжении всего процесса. Кондиционированный воздух подается в обтекатель во время герметичной наземной обработки в технологическом цехе и на стартовой площадке. В версии, предназначенной для запуска спутников Starlink, грузовая дверь заменена небольшой прорезью в нижней части отсека и специальным механизмом для развёртывания спутников.

### Пилотируемый корабль

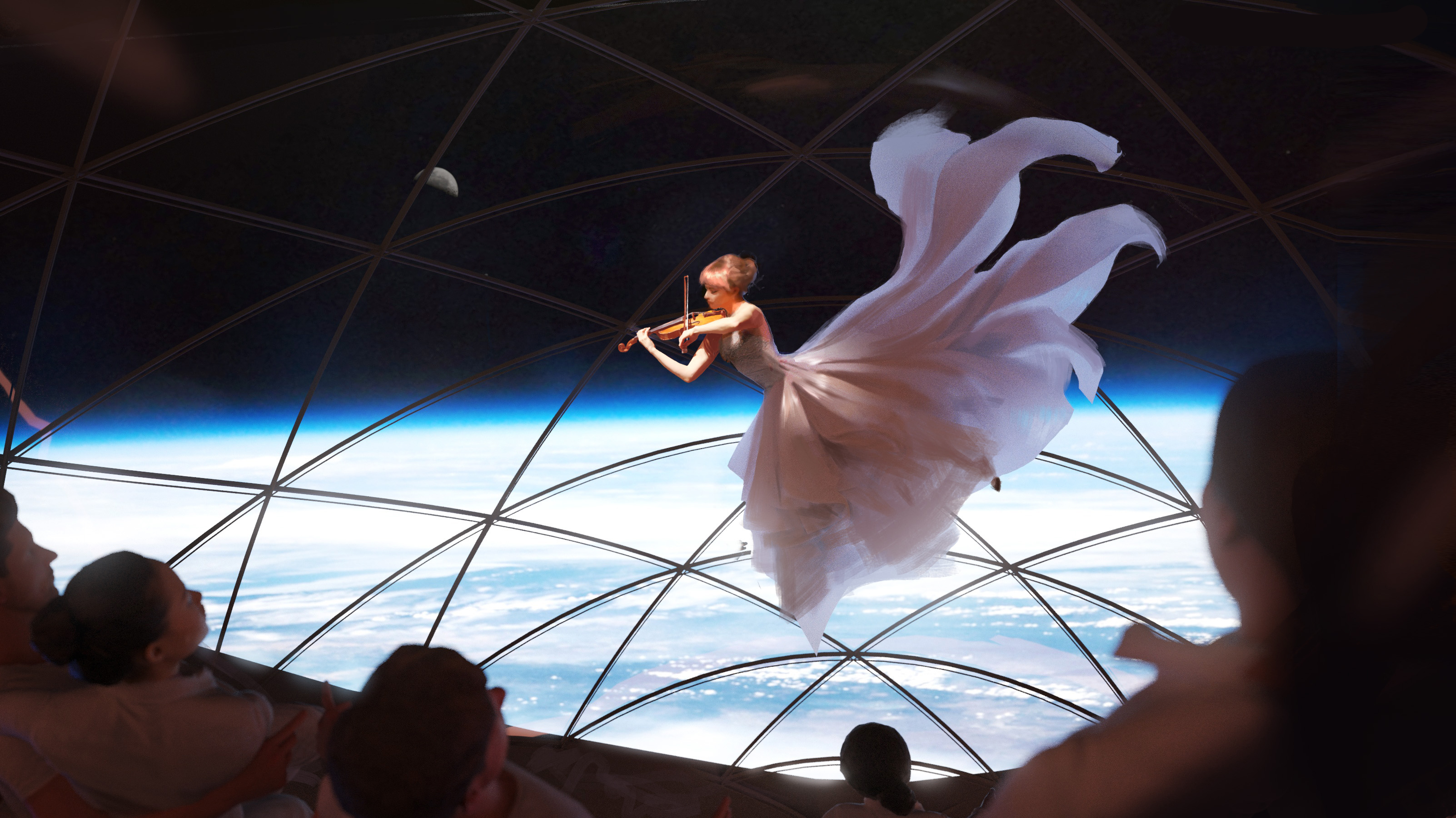
Художественное изображение скрипачки, играющей в невесомости внутри корабля на фоне панорамного окна

На презентации Межпланетной транспортной системы (ранняя версия системы Starship) в 2016 году её главной задачей была объявлена колонизация Марса, соответственно основные параметры пилотируемого корабля подстраивались под условия межпланетного перелёта. В частности, планировалось создание внутри корабля убежища для защиты от солнечных вспышек. В 2017 году предназначения системы расширились. Был предложен вариант использовать космический корабля для нужд МКС, а также для доставки грузов и людей на Луну.
В сентябре 2018 года было объявлено о планах проведения в 2023 году лунной туристической миссии на борту Starship. Проект, задуманный и профинансированный японским миллиардером Юсаку Маэдзавой, получил название dearMoon. Ключевой компонент миссии — облёт Луны без выхода на её орбиту и посадки на поверхность. Пассажирами корабля должны были стать сам Юсаку Маэдзава и восемь достойных деятелей искусства, которых Маэдзава пригласил путешествовать с ним бесплатно. Проект был отменён в 2024 году.
В 2022 году было объявлено о проведении ещё одной туристической миссии с облётом Луны. Одним из пассажиров станет Деннис Тито, ставший в 2001 году первым в истории космическим туристом.

### Топливный танкер

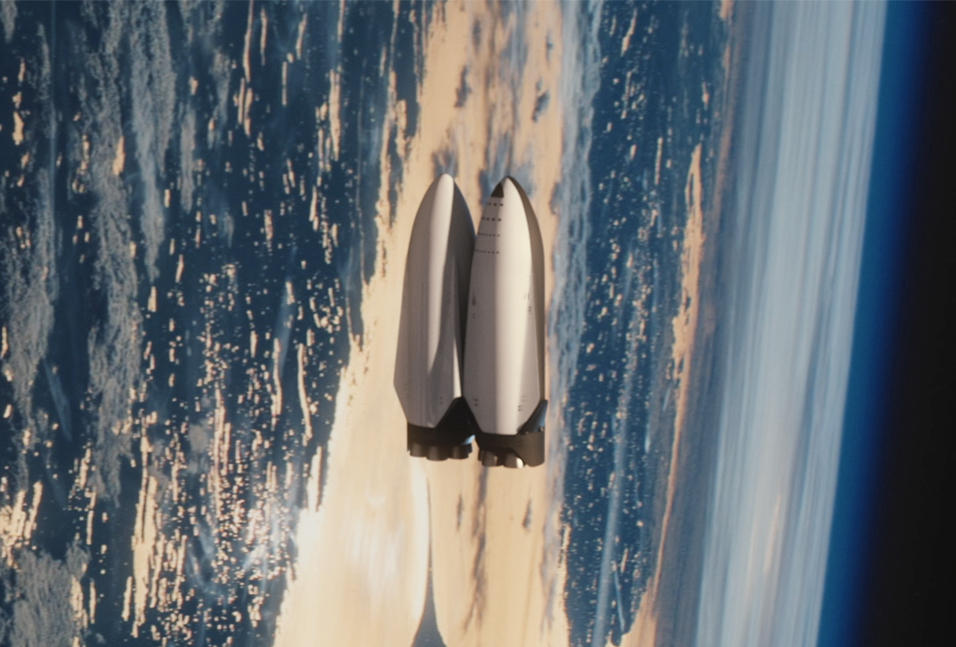
Орбитальная дозаправка (концепт 2016 года)

Топливный танкер необходим для осуществления дозаправки кораблей, отправляющихся за пределы земной орбиты (Марс, Луну, окололунную орбиту). Корабль, достигший околоземной орбиты, израсходует почти всё топливо, находящееся в основных баках, поэтому для полётов к Луне и другим планетам его необходимо дозаправить топливом, привезённым специальной танкерной версией корабля.

### Лунный посадочный аппарат
Разрабатывается по заказу НАСА для высадки людей на Луну в рамках программы Артемида. Главной задачей HLS является доставка людей на поверхность луны. Запуск Starship HLS планируется производить с помощью ракеты-носителя Super Heavy на околоземную орбиту, где он будет заправляться несколькими космическими кораблями-заправщиками Starship, прежде чем выйти на лунную почти прямолинейную гало-орбиту (NRHO). Там он встретится с пилотируемым космическим кораблем Orion, который будет запущен с Земли с помощью ракеты-носителя NASA Space Launch System. Экипаж переместится с Ориона на HLS, который спустится на поверхность Луны. Затем он вернет экипаж на Орион в NRHO.

## Испытания
Основные испытания прототипов проводятся с апреля 2019 года на космодроме Starbase в Бока-Чика, Техас.

### Starhopper

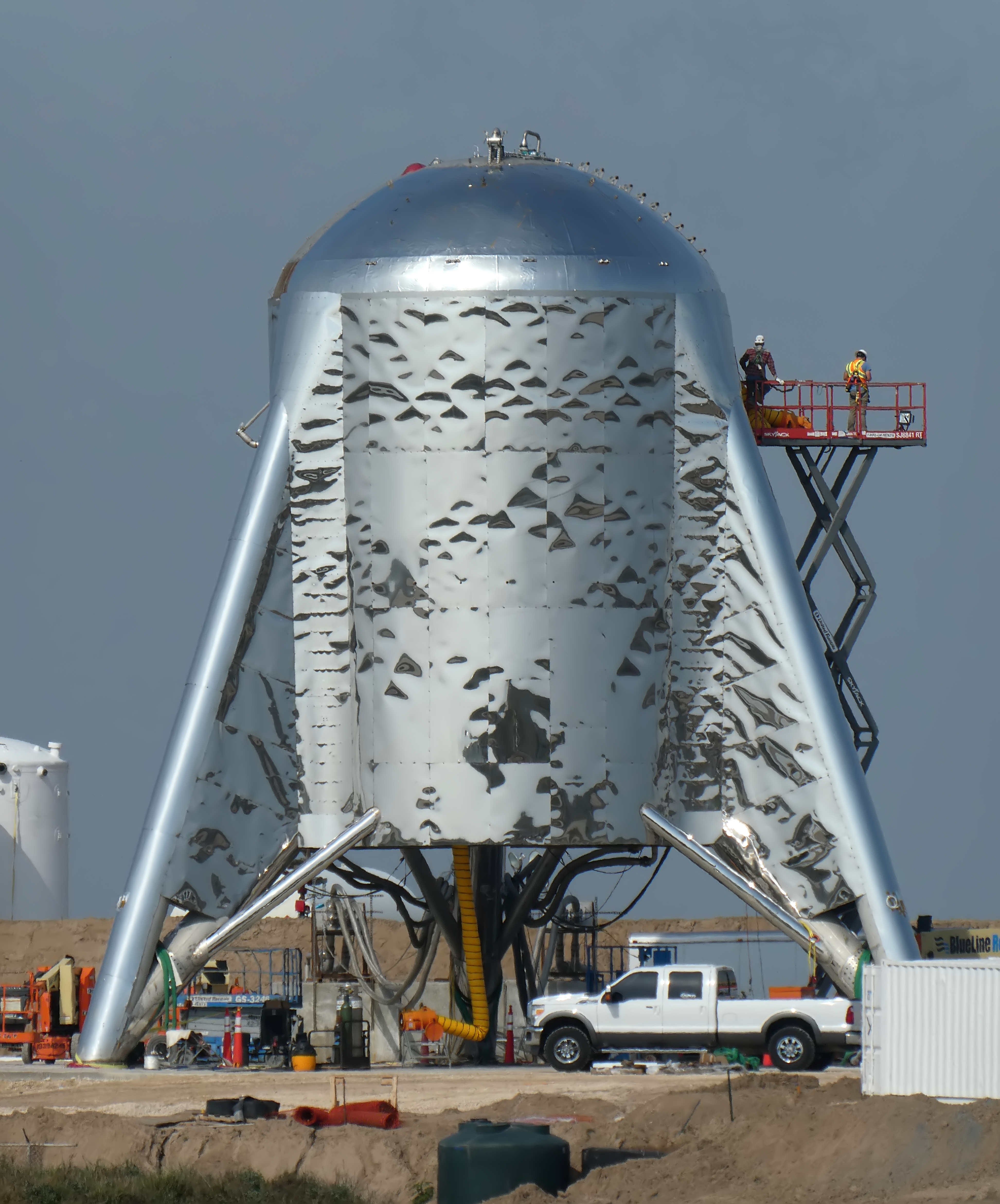
Starhopper в марте 2019 года

Производство первого прототипа Starship из нержавеющей стали под названием Starhopper началось в Бока-Чика в 2018 году. Starhopper прошёл серию испытательных полётов, предназначенных для отработки алгоритмов посадки и управления на малых высотах и скоростях. Помимо этого, с прототипом было проведено множество статических испытаний, включая испытания баков и криогенной заправки.
3 апреля 2019 года состоялось первое огневое испытание (прожиг двигателя), во время которого, по словам Маска, Starhopper совершил свой первый привязной прыжок. Двигатель работал несколько секунд, и на общедоступных видеозаписях испытания не было возможности увидеть отрыв прототипа от земли.
5 апреля состоялся второй привязной прыжок. Прототип с одним двигателем Raptor SN2 подпрыгнул на привязи на высоту 1 метр.
Во время третьего прыжка 25 июля Starhopper, используя один двигатель Raptor SN6, поднялся на высоту около 20 метров и переместился на несколько метров от места старта.
27 августа состоялся последний прыжок. Прототип взлетел на 150 метров и приземлился в нескольких десятках метров от стартовой площадки. В последние секунды работы двигатель вышел из рабочего режима, но не взорвался.

### Серия Mark (Mk1—Mk4)
При создании первых полноразмерных прототипов Starship Mk1 и Mk3 в Техасе и Mk2 и Mk4 во Флориде SpaceX использовала две конкурирующие команды, которые делились прогрессом, идеями и технологиями сборки.
20 ноября 2019 года Mk1 разорвался при испытаниях на герметичность из-за плохой сварки швов.
К концу 2019 года работы на площадке во Флориде были прекращены, а прототипы Mk2 и Mk4 так и не были достроены.

### Прыжки (SN1—SN6)
В декабре 2019 года прототип Mk3 был переименован в SN1. Также было заявлено, что на пути к работающему Starship V1.0 каждый прототип вплоть до SN20 будет иметь хотя бы незначительные улучшения.
В январе 2020 года были проведены криогенные тесты на разрыв с несколькими испытательными баками, во время которых было достигнуто давление, пригодное для орбитальных полётов. Однако криогенные испытания Starship SN1 оказались не такими успешными. 28 февраля 2020 года при выполнении наддува жидким азотом прототип лопнул в нижней части, а его остатки взлетели на 10—20 метров и упали.
Тестовый бак SN2 был создан для тестирования «шайбы» — конструкции в нижней части корабля, к которой крепятся двигатели. 8 марта 2020 года успешно прошёл криогенные испытания на давление.
SN3 был разрушен 3 апреля 2020 года во время криогенных испытаний из-за неправильной конфигурации теста.

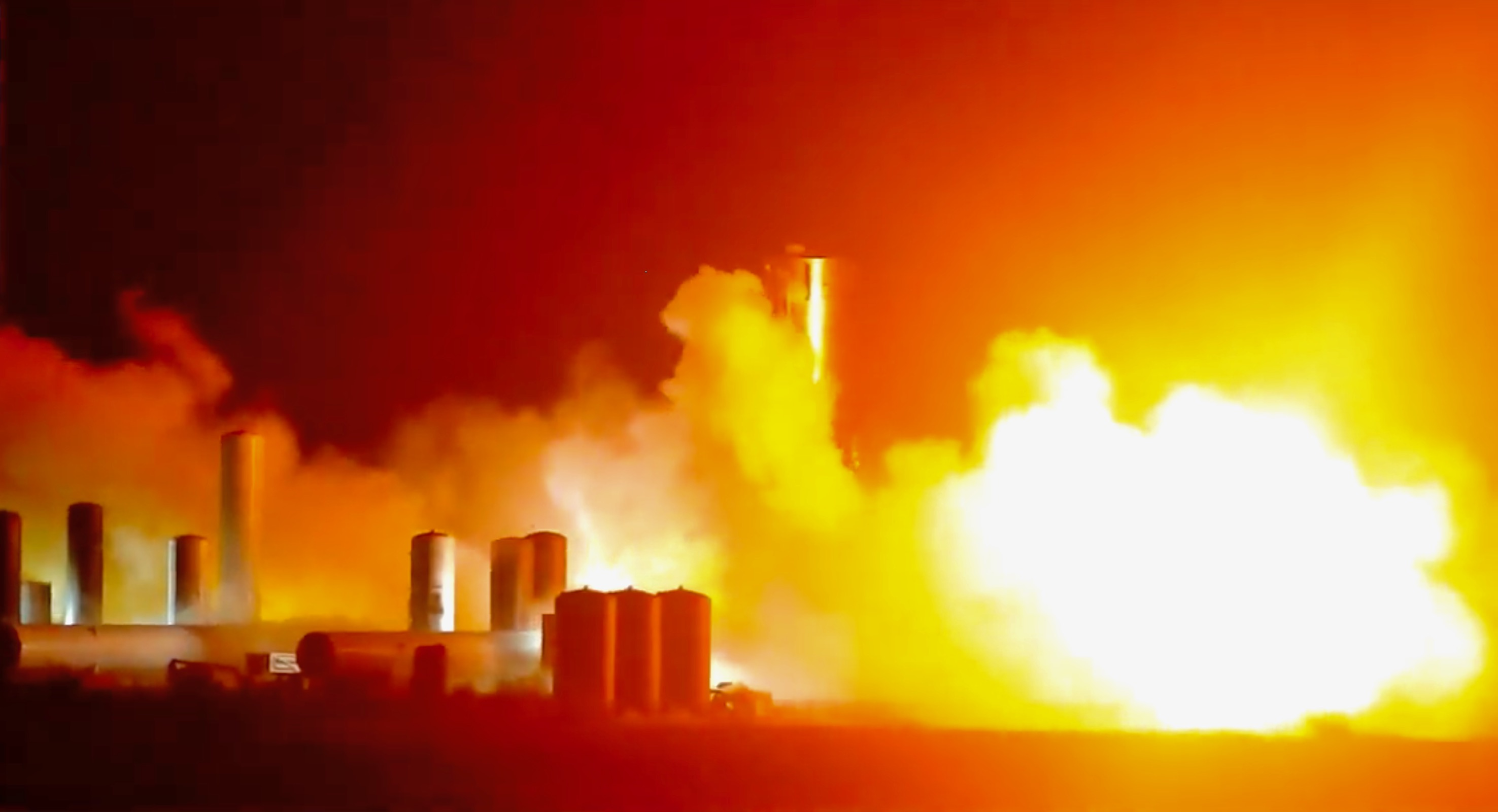
Огневое испытание Starship SN4

26 апреля 2020 года SN4 успешно прошёл криогенные тесты и 6 мая 2020 года впервые успешно прошёл огневые испытания. В мае также планировался первый тестовый прыжок на 150 м с двигателем Raptor SN20, однако во время послеогневых испытаний на отделение от стартового стола 29 мая аппарат взорвался из-за утечки и последующего возгорания метана, возникших из-за проблем с механизмом отсоединения.

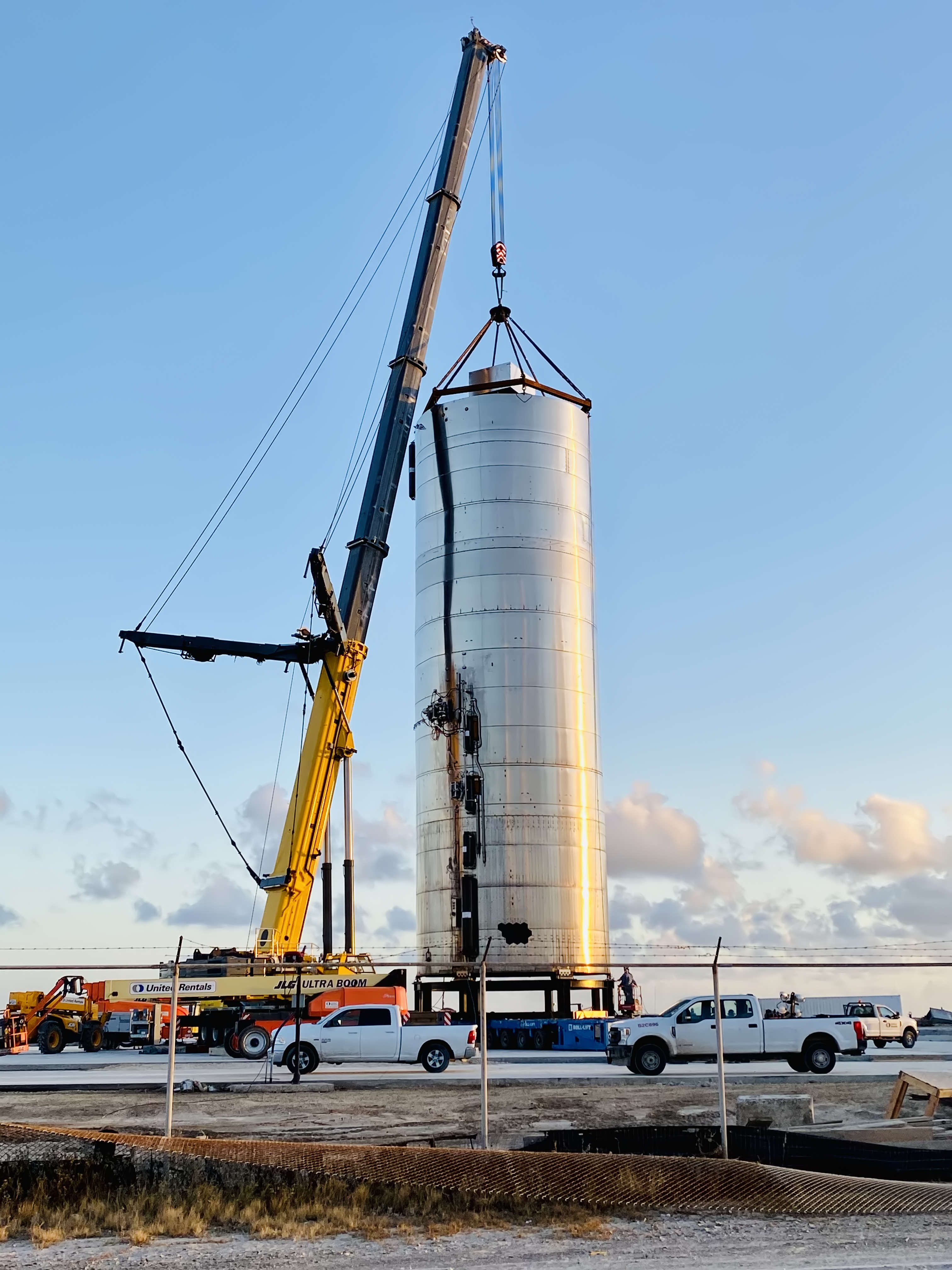
Starship SN5

Starship SN5 успешно прошёл огневые испытания 30 июля 2020 года, а 4 августа совершил первый для полноразмерных прототипов прыжок. Прототип с одним двигателем Raptor SN27 и имитатором массы вместо обтекателя поднялся на 150 метров, после чего совершил посадку на другую часть площадки, проведя в воздухе в общей сложности около 40 секунд.
24 августа 2020 года SN6 прошёл огневые испытания с одним двигателем Raptor SN29. 3 сентября 2020 года совершил прыжок на 150 метров и успешно приземлился.

### Тестовые баки (SN7—SN7.2)
Прототипы SN7, SN7.1 и SN7.2 были тестовыми баками, сделанными из стали 304L.
SN7 испытан на разрушение 23 июня 2020 года. Было достигнуто рекордное давление, прежде чем он вышел из строя.
SN7.1 был предназначен для проверки на прочность сварных соединений под давлением при низких температурах. 10 сентября 2020 года бак, установленный на стенде B, успешно прошёл первый криогенный тест жидким азотом под давлением 7,5—8,0 бар, а 15 сентября — второй криогенный тест под нагрузкой с использованием гидравлического имитатора тяги двигателей. Последнее испытание состоялось 23 сентября 2020 года. Верхний купол лопнул вдоль сварного шва, идущего по окружности.
26 января 2021 года бак SN7.2 толщиной 3 мм (вместо 4 мм) успешно прошёл первичное криогенное испытание жидким азотом под давлением. 4 февраля 2021 года во время испытания на герметичность до отказа в резервуаре возникла контролируемая утечка азота в одной из точек сварного шва. 15 марта был транспортирован на строительную площадку.

### Атмосферные полёты (SN8—SN19)

#### SN8 и SN9

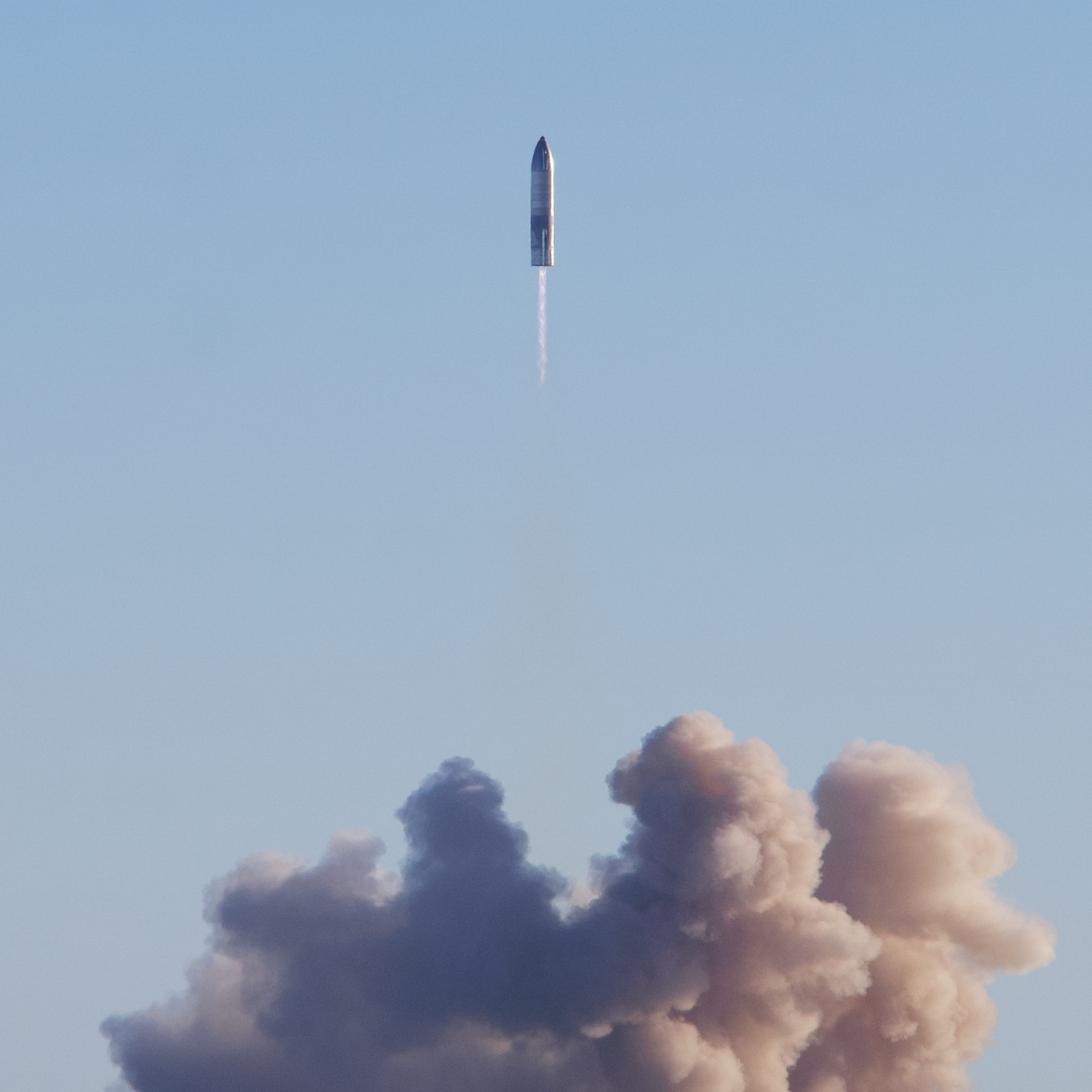
SN8 во время тестового полёта

На прототип Starship SN8 впервые за долгое время были установлены управляемые аэродинамические рули (закрылки), носовой обтекатель и 3 двигателя Raptor одновременно. Огневые испытания с запуском трёх двигателей прошли 20 октября, 10, 12 и 24 ноября 2020 года. После первого теста с тремя двигателями SN30, SN32 и SN39 инженеры заменили SN39 на SN36; после второго испытания ещё один двигатель SN32, повреждённый обломками поверхности площадки, был заменён на SN42.
Следующим испытанием стал полёт на высоту 12,5 км. Первая попытка запуска состоялась 8 декабря 2020, но за одну секунду до запланированного взлёта сработала система аварийного отключения двигателей, и запуск был перенесён на следующий день.

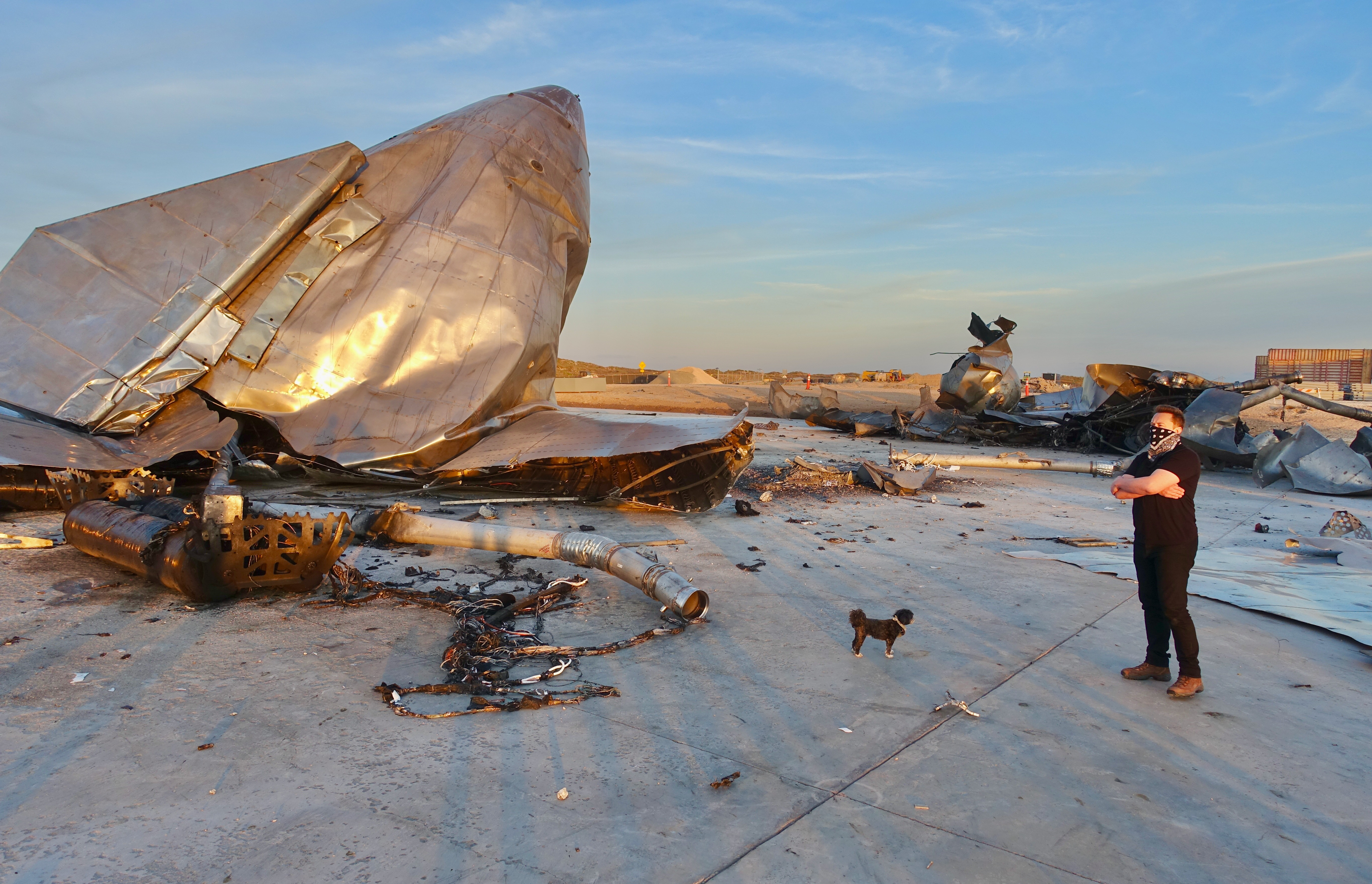
Илон Маск возле обломков SN8

9 декабря 2020 года в 22:45 UTC с помощью трёх двигателей корабль успешно стартовал и поднялся на заданную высоту. На финальной фазе подъёма двигатели планово последовательно отключались. На 1 минуте 40 секундах после старта отключился первый двигатель, на короткое время воспламенив находящееся рядом оборудование. Второй двигатель остановился через 3 минуты 15 секунд после старта. Последний двигатель выключился через 4 минуты 40 секунд, после чего корабль с помощью двигателей ориентации перешёл в горизонтальное положение и начал управляемый спуск, используя аэродинамические рули. Через 6 минут 32 секунды после старта произошёл перенос подачи топлива из главных в напорные баки, Starship повторно включил двигатели и переориентировался в вертикальное положение для выполнения реактивной посадки. Однако из-за низкого давления в топливном напорном баке 2 двигателя не смогли отработать как положено для необходимого погашения скорости, и Starship взорвался от удара о поверхность посадочной площадки. Общая продолжительность полёта составила 6 минут 42 секунды. В результате испытания получены данные, позволяющие уточнить понимание того, как именно аэродинамические рули управляют тангажом, рысканием и креном во время спуска.

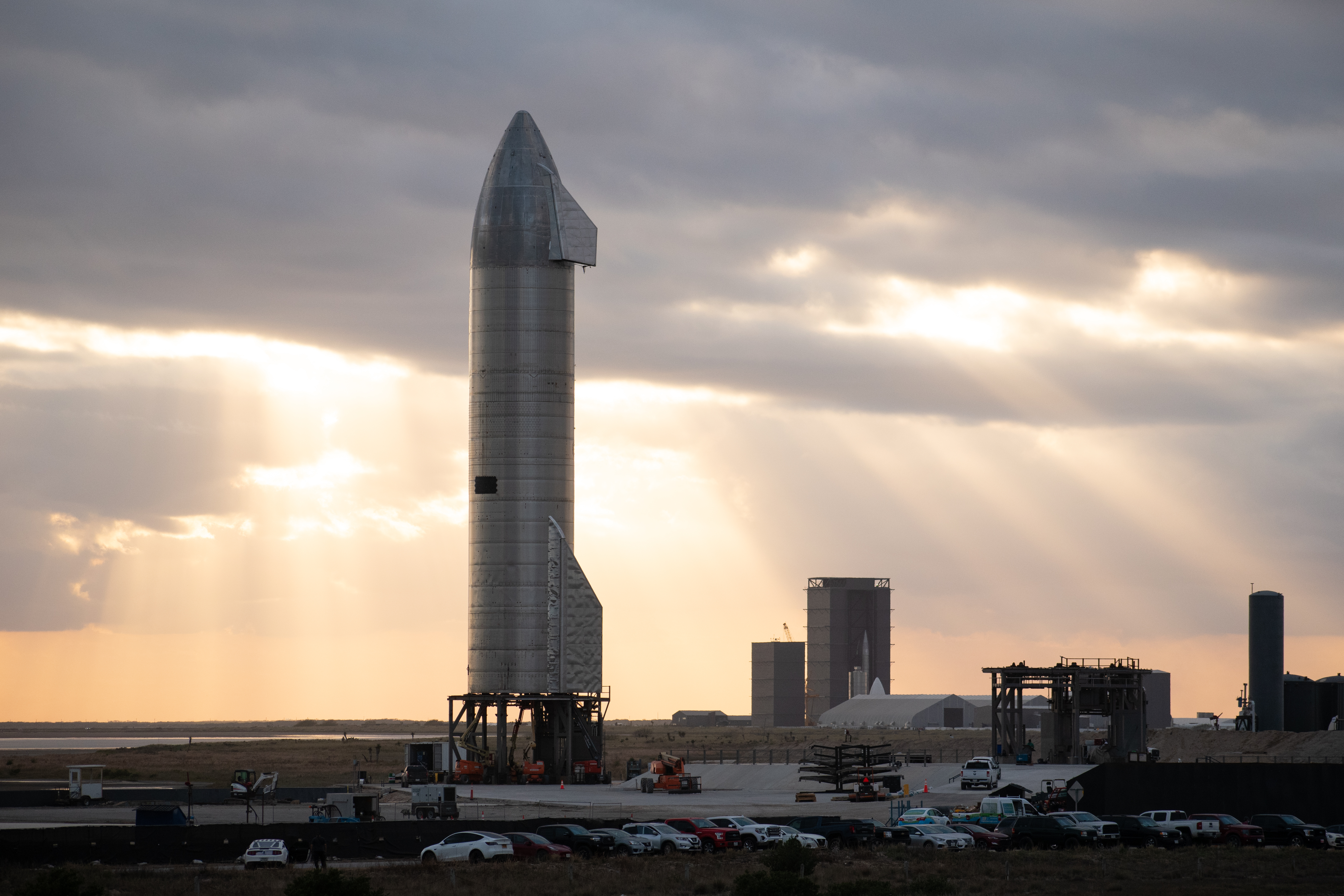
Starship SN9

После замены двух повреждённых аэродинамических рулей прототип Starship SN9 был установлен на стартовый стол B, где прошёл проверку на герметичность и криогенный тест. Огневые испытания с запуском трёх двигателей прошли 7 и 14 января 2021 года, после чего была произведена замена двух двигателей SN44 и SN46. Испытания новых двигателей прошли 22 января 2021 года. 2 февраля 2021 года в 18:25 UTC корабль успешно стартовал, последовательно выключая двигатели, поднялся на высоту 10 км, совершил переворот в горизонтальное положение и успешно снизился. Один из двух двигателей не запустился для выполнения завершающего манёвра перед посадкой, корабль на высокой скорости ударился о посадочную площадку и взорвался большим огненным шаром, как и его предшественник SN8.

#### SN10—SN14
После установки Starship SN10 на стартовый стол А и проверки на герметичность 23 февраля 2021 года были произведены первые огневые испытания, которые выявили проблему с одним из двигателей. После его замены на SN51 25 февраля 2021 в 22:57 UTC были проведены повторные огневые испытания. Первая попытка запуска 3 марта 2021 состоялась в 20:33 UTC, но была прервана на первой секунде. Через два часа после изменения ограничения тяги двигателей началась подготовка ко второй попытке. В 23:15 UTC корабль успешно стартовал со стартового стола. Первая часть полёта полностью повторяла испытание SN8 и SN9: последовательно выключая двигатели, SN10 поднялся на высоту 10 км, совершил переворот в горизонтальное положение и начал управляемое снижение к месту посадки. На этот раз тягу двигателей уменьшили. Для повышения надёжности манёвр разворота в вертикальное положение выполнялся с использованием трёх двигателей. После успешного переворота два двигателя отключили, и корабль, тормозя одним двигателем, вертикально опустился на площадку. Общая продолжительность полёта составила 6 минут 29 секунд.
Следующие 8 минут после посадки система пожаротушения боролась с огнём в отсеке двигателей, и когда уже казалось, что пожар потушен, в 23:30 UTC корабль внезапно взорвался, взмыл вверх и рухнул огромным огненным шаром. Причиной взрыва явилось сочетание низкой тяги двигателей, вероятно из-за попадания гелия из топливного посадочного бака, и последующего удара о посадочную площадку на скорости 10 м/с, в результате которого были раздавлены посадочные опоры и частично юбка двигательного отсека.
Полностью собранный прототип Starship SN11 с тремя двигателями был установлен на стартовый стол B. 22 марта 2021 года в 13:56 UTC прототип прошёл успешное статическое огневое испытание с запуском трёх двигателей в течение двух секунд. 26 марта 2021 года в 13:00 UTC прошёл повторные огневые испытания после замены одного из двигателей на SN46. Запуск состоялся 30 марта 2021 года со стартового стола B. После достижения высоты 10 км, прототип совершил переворот в горизонтальное положение и начал снижение к месту посадки. На отметке в 5 минут 48 секунд SN11 включил свой первый двигатель, однако уже через секунду связь с прототипом была потеряна. В тот же момент прозвучал взрыв, а с неба начали падать обломки. Причиной взрыва стала утечка топлива, за которой последовало возгорание одного из трёх двигателей Raptor и повреждение электронного блока управления корабля, что в свою очередь привело к внеплановому повышению давления в одном из турбонасосов в момент запуска двигателя.
Прототипы SN12—SN14 никогда не летали и их сборка так и не была завершена, так как SpaceX решила сосредоточить все ресурсы на более совершенном SN15.

#### SN15—SN19

Starship SN16

Полностью собранный прототип Starship SN15 был установлен на стартовый стол А. После проверки на герметичность и криогенный тест под нагрузкой с использованием гидравлического имитатора тяги на прототип установлены модифицированные двигатели Raptor SN54, SN61 и SN66. 26 апреля 2021 года в 21:57 UTC были проведены первые огневые испытания. На следующий день были проведены повторные огневые испытания с подачей топлива из напорных баков. SpaceX получила лицензию FAA на запуск следующих трёх прототипов SN15, SN16 и SN17 одновременно с разрешением FCC на использование спутникового терминала Starlink, антенна которого была установлена на ракете.
5 мая 2021 года в 22:24 UTC с помощью трёх двигателей Starship успешно оторвался от стартового стола А, поднялся на высоту 10 км, совершил переворот в горизонтальное положение в апогее и начал снижение до 500 м в направлении посадочной площадки, используя аэродинамические рули, управляемые новой авионикой. Переворот в вертикальное положение и посадка в этот раз производились с помощью двух двигателей Raptor. Прототип успешно приземлился на посадочные опоры на краю посадочной площадки. Почти сразу как и у SN10 в его основании вспыхнуло пламя из вырывающихся из двигательного отсека паров метана, которое удалось оперативно погасить штатной системой пожаротушения.
SN15 стал последним прототипом, проходившим подобные испытания. Starship SN16 был собран, но никогда не летал. Сборка SN17, SN18 и SN19 не была завершена.

### Запуски (S20 и последующие)

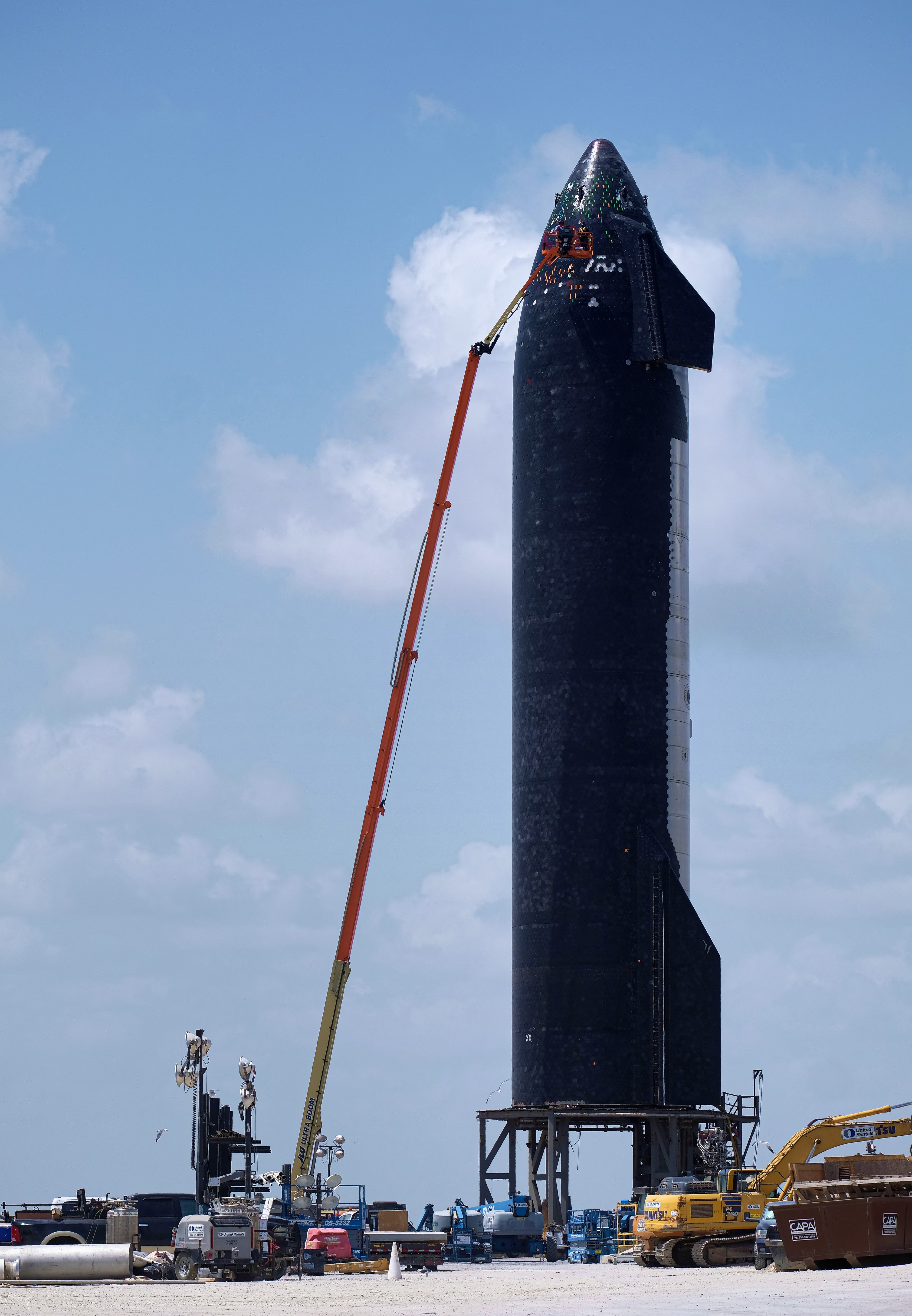
S20 проходит проверку теплового щита

SN20 готовился как прототип для первого совместного полёта Starship и Super Heavy. Летом 2021 года SpaceX изменила маркировку прототипов корабля с «SN» на «Ship», и Starship SN20 стал сокращённо называться S20. 6 августа 2021 года была произведена первая пробная стыковка S20 и прототипа Super Heavy B4, а 12 ноября 2021 года были проведены огневые испытания всех шести двигателей корабля. В дальнейшем пара S20/B4, как и недостроенные S21, S22 и S23, были списаны в пользу S24/B7.
Огневые испытания всех шести двигателей S24 были произведены 8 сентября 2022 года. В октябре того же года была проведена первая стыковка корабля с ускорителем B7, а 23 января 2023 года состоялась полная заправка ракеты. Запуск состоялся 20 апреля 2023 года и окончился взрывом из-за входа ракеты в неконтролируемое вращение.
Прототип S25 был похож на S24 с теплозащитным экраном и заваренным отсеком для полезной нагрузки. 5 сентября 2023 года он был впервые состыкован с ускорителем B9. Запуск состоялся 18 ноября 2023 года. Разделение ступеней прошло успешно, однако через несколько минут корабль был подорван системой прекращения полёта из-за возникшей утечки, вызвавшей возгорание.
S28 был состыкован с B10 и был запущен 14 марта 2024 года. Корабль успешно вышел на запланированную суборбитальную траекторию, прошёл испытания системы перекачки топлива и дверцы полезной нагрузки, однако был разрушен при входе в атмосферу.
Запуск S29 и B11 состоялся 6 июня 2024 года и стал полностью успешным. Корабль пережил вход в атмосферу, несмотря на серьёзные повреждения переднего закрылка, и совершил мягкую посадку в водах Индийского океана.
S30 и B12 были запущены 13 октября 2024 года. Ускоритель совершил первую в истории посадку сверхтяжелого носителя на башню рук Mechazilla. Так же, как и S29, S30 пережил вход в атмосферу и совершил мягкую посадку на воду.
S31 стал последним прототипом первой версии, который отправился в полёт. Запуск S31 и B13 состоялся 19 ноября 2024 года. Ускоритель приземлился в водах Мексиканского залива. Корабль совершил посадку в воды Индийского океана.
16 января 2025 года состоялся запуск S33 и B14 первая ступень успешно приземлилась на стартовую площадку, в результате которого вторая ступень Starship взорвалась вскоре после разделения ступеней. 
6 марта 2025 года состоялся старт прототипов S34 и B15, первая ступень успешно приземлилась на стартовую площадку, вторая ступень Starship была вновь потеряна после разделения ступеней. 